# Зорино (Ржевский район)
Зорино — деревня в Ржевском муниципальном округе Тверской области России.

## География
Деревня находится в южной части Тверской области, в зоне хвойно-широколиственных лесов, в пределах южной части Валдайской возвышенности, на берегу речки Зоринка (приток Итомля), на расстоянии примерно 17 км на северо-восток от центра поселения «Итомля» деревни Итомля и в 35 километров (по прямой) к северу от города Ржева, административного центра района.

### Климат
Климат характеризуется как умеренно континентальный, с относительно мягкой снежной зимой и умеренно прохладным влажным летом. Среднегодовая температура воздуха — 3,4 °C. Средняя температура воздуха самого холодного месяца (января) — −8,8 °C (абсолютный минимум — −32 °C), средняя температура самого тёплого (июля) — 17 °С (абсолютный максимум — 36 °С). Вегетационный период длится около 130 дней. Годовое количество атмосферных осадков составляет в среднем 612 мм, из которых большая часть выпадает в тёплый период. Снежный покров держится в течение 144 дней.

## История
По данным Клировых ведомостей Старицкого уезда за 1828 год: в селе Зарино значилась церковь во имя Успения Пресвятыя Богородицы, каменная, не совсем в твердости, утварию не довольна. Построена в 1680 году. В 1866 году в селе построена каменная Церковь Успенская, престола три: в холодной Успения Божией Матери, в теплой: Святителя Тихона Амофунского и Корсунской Божией Матери.

### Административно-территориальная принадлежность
В конце XIX — начале XX века село входило в состав Мологинской волости Старицкого уезда Тверской губернии.
С 1929 года деревня входила в состав Озерютинского сельсовета Луковниковского района Ржевского округа Московской области, с 1935 года — в составе Калининской области, с 1960 года — в составе Ржевского района, с 1994 года — в составе Озерютинского сельского округа, в 2005—2022 годах — в составе сельского поселения «Итомля». После его упразднения — в составе Ржевский муниципального округа.

## Население
| 1859 | 1886 | 2002 | 2008 | 2010 |
| ---- | ---- | ---- | ---- | ---- |
| 82   | ↗95  | ↘3   | ↘2   | ↘1   |

## Инфраструктура
Личное подсобное хозяйство с зоной сельскохозяйственного использования, индивидуальная застройка усадебного типа.

## Достопримечательности
В деревне расположена недействующая Церковь Успения Пресвятой Богородицы (1866).

## Транспорт
Просёлочная дорога.